# Cercotrichas leucophrys
El alzacola dorsirrojo (Cercotrichas leucophrys) es una especie de ave paseriforme de la familia Muscicapidae propia del África subsahariana, especialmente de África oriental y austral. En su área de distribución su canto similar al de un zorzal es uno de los sonidos más oídos de la sabana.

## Descripción

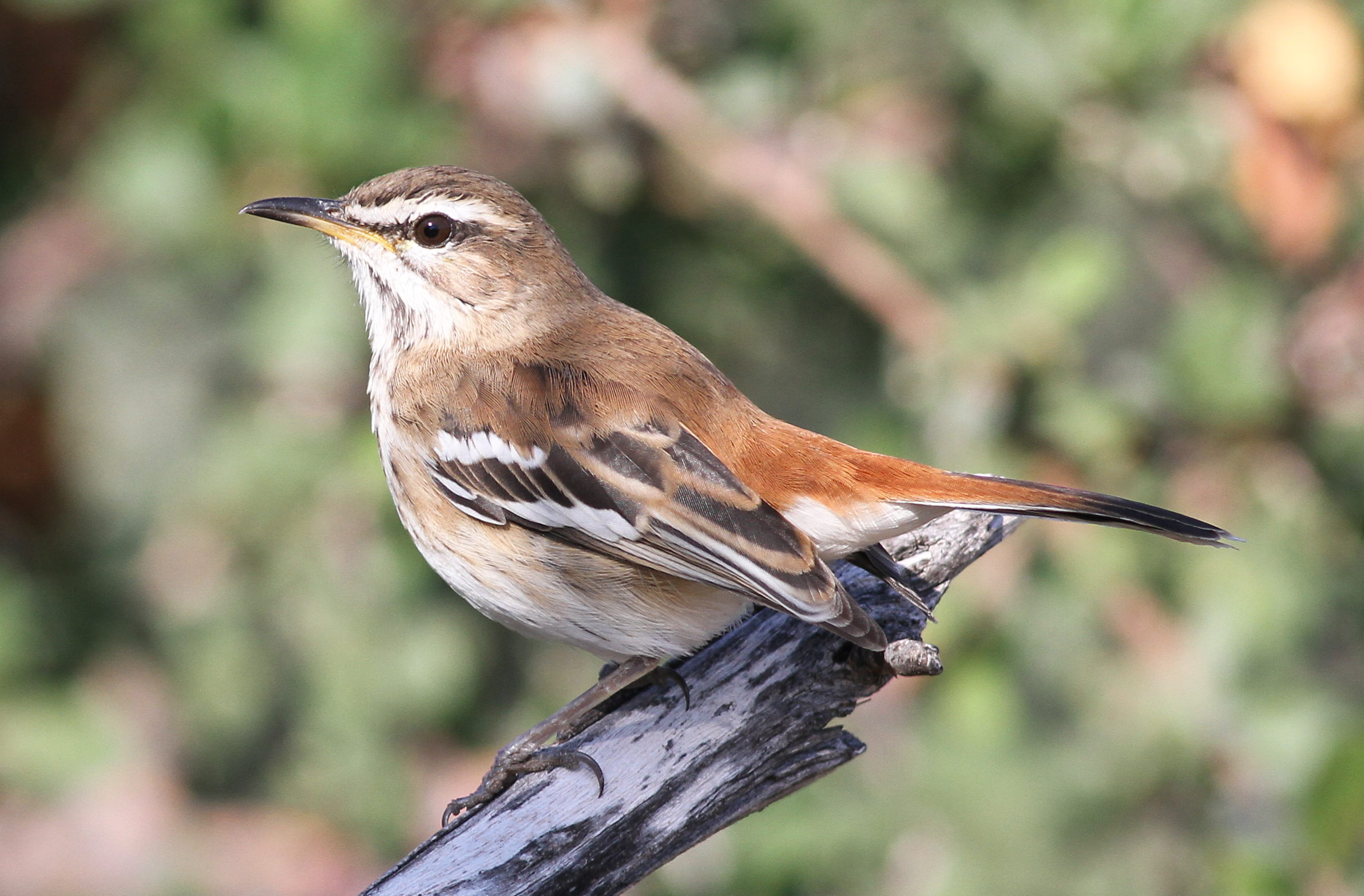
Ejemplar en Sudáfrica.

El alzacola dorsirrojo mide entre 14,0 y 16,5 cm de la punta del pico al final de la cola, y los dos sexos tienen un aspecto similar. Sus listas superciliares blancas son características, y su píleo puede ser castaño, pardo oliváceo o pardo grisáceo. Las plumas de vuelo de las alas son negruzcas, aunque pueden tener una banda blanca. Las coberteras mayores y menores tienen siempre las puntas blancas, aunque las secuendarias pueden tener o no bordes blancos. Presenta el pecho veteado, pero con densidad variable, en la subespecie ovamboensis se reduce a un fino veteado rodeando la garganta blanca. El fondo del pecho y los flancos presenta tonos anteados de distinta intensidad. El color del manto y la espalda varía del castaño rojizo al canela anaranjado según las subespecies. El color de su cola puede oscilar entre el pardo grisáceo al canela anaranjado, siempre con la parte subterminal negra y las puntas blancas. Los juveniles son moteados, pero con el patrón de la cola de los adultos.

## Taxonomía

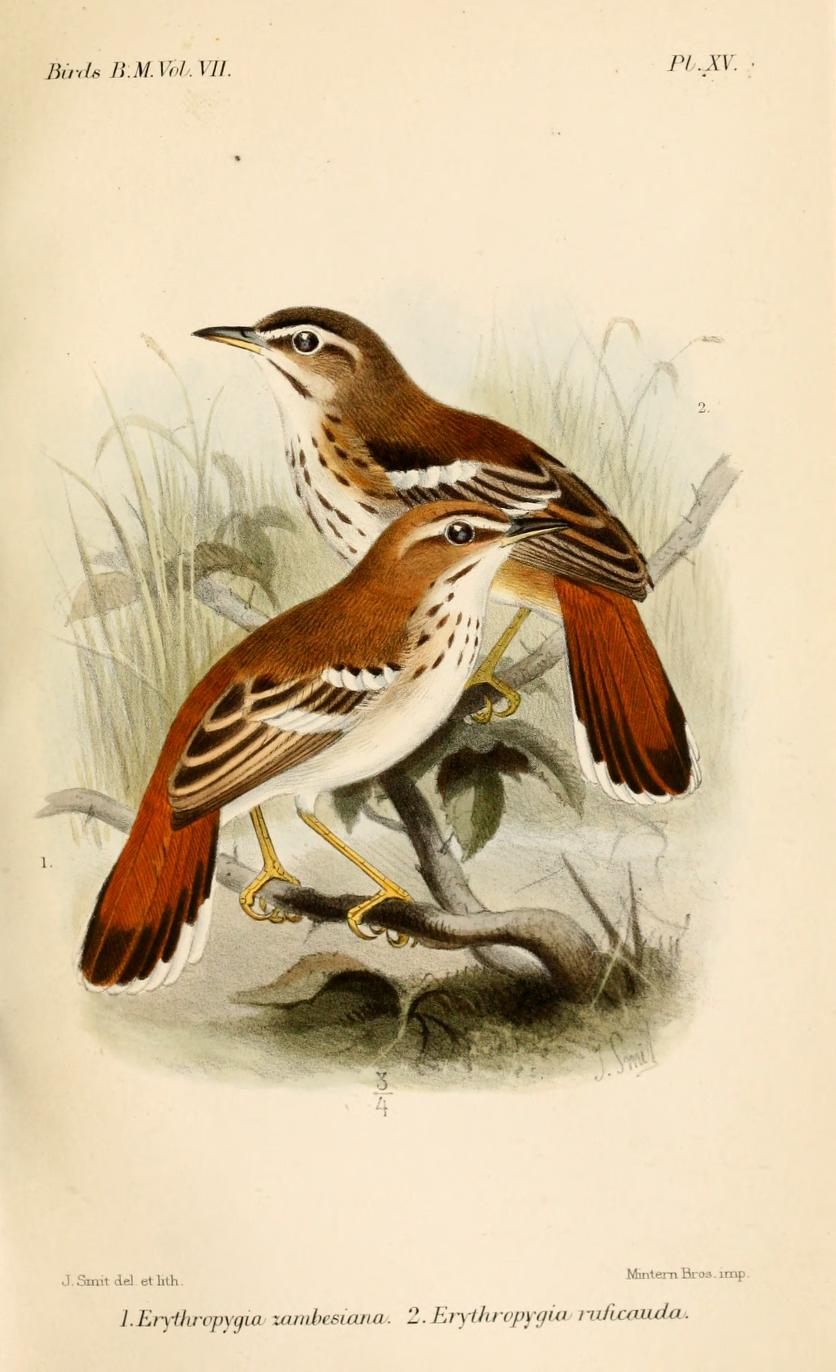
E. l. zambesiana Sharpe, 1882 (delante),
E. l. munda (Cabanis, 1880) (detrás), ilustración de Joseph Smit.

La especie fue descrita en 1817 por el ornitólogo francés Louis Jean Pierre Vieillot. Su nombre específico procede de la combinación de los términos griegos «leukos» (blanco) y «ǒphrys» (ceja).
Se reconocen nueve subespecies, divididas en dos grupos, el grupo de alas blancas, de zonas áridas, y el grupo de espalda roja de hábitats húmedos y mesohábitats. La hibridación entre ambos aparentemente se limita a las subespecies brunneiceps y vulpina alrededor de Simba (Kenia). Aunque entre las subespecies la variación es clinal, las de los extremos pueden ser bastante diferentes. 
 
Grupo de «alas blancas»:
- C. l. leucoptera (Rüppell, 1845) – se encuentra en las zonas arboladas áridas desde Sudán del Sur hasta el lago Turkana y el cuerno de África;
- C. l. eluta (Bowen, 1934) – se extiende por los bosques secos de Etiopía hasta el sur de Somalia y el río Tana (Kenia);
- C. l. vulpina (Reichenow, 1891) – localizada en los bosques secos del este de Kenia y el interior de Tanzania;

Grupo de «espalda roja»:
- C. l. brunneiceps (Reichenow, 1891) – se encuentra a lo largo del valle del Rift y el macizo del Ngorongoro hasta el Monte Meru (Tanzania);
- C. l. sclateri (Grote, 1930) – presente desde los montes de Mbulu a Tarangire, en el interior de Tanzania;
- C. l. zambesiana (Sharpe, 1882) – se extiende desde el valle del Rift por los Grandes Lagos hasta la costa oriental (de Sudán del Sru al centro de Mozambique)
- C. l. munda (Cabanis, 1880) – ocupa desde el sur de Gabón al centro de Angola;
- C. l. ovamboensis (Neumann, 1920) – se encuentra en partes de Angola, Namibia, Zambia y Zimbabue;
- C. l. leucophrys (Vieillot, 1817) – localizada en el sur de Zimbabue y  Mozambique hasta el sur de Sudáfrica.

## Distribución y hábitat

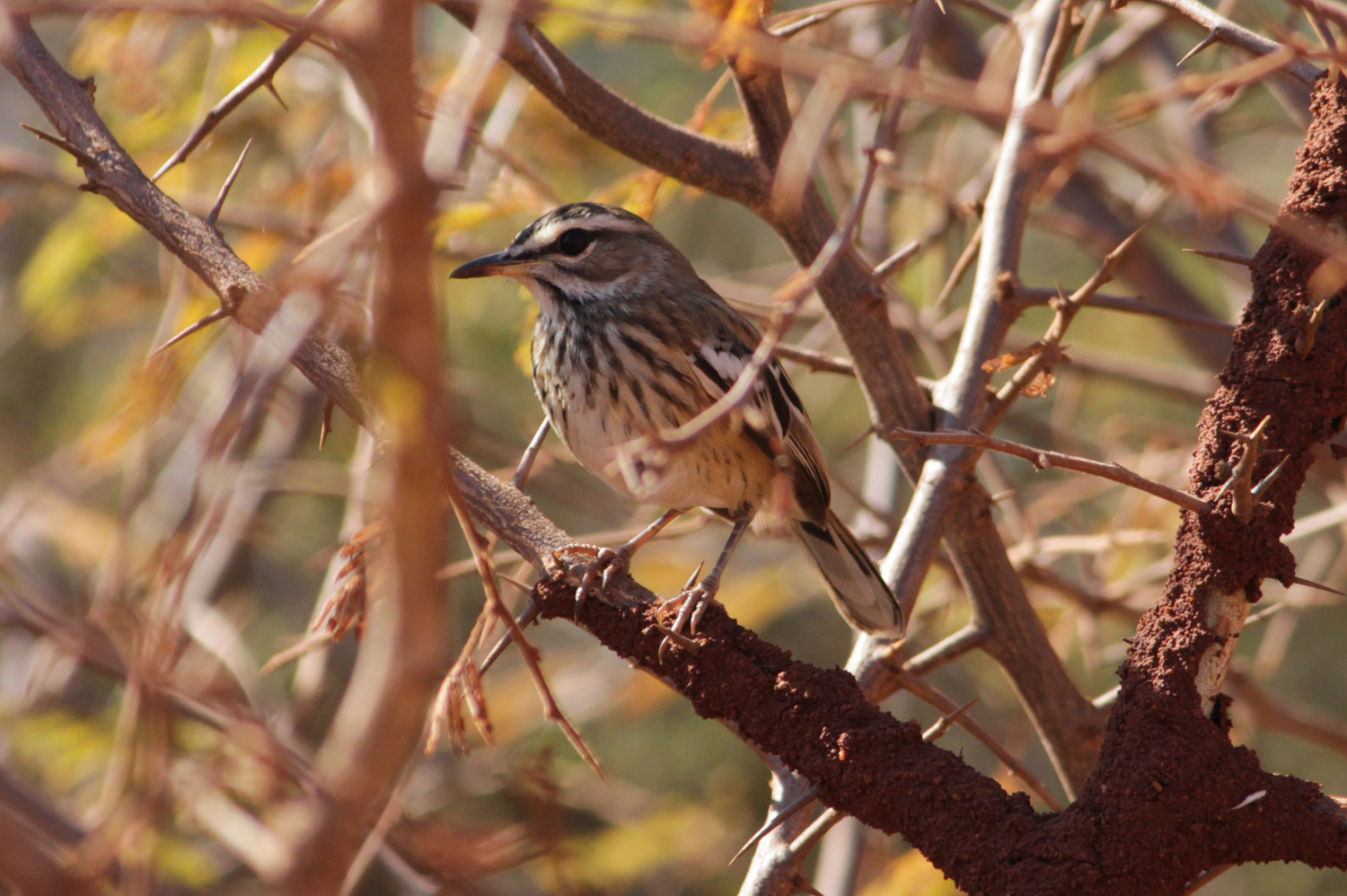
Se alimentan principalmente de termitas y hormigas, suelen estar ocultos entre los marorrales.

Su área de distribución se estiende por latitudes tropicales, subtropicales y templadas del África subsahariana, especialmente de África oriental y austral, distribuido por Angola, Botsuana, Burundi, Etiopía, Gabón, Kenia, Malaui, Mozambique, Namibia,  República del Congo, República Democrática del Congo, Ruanda, Somalia, Sudáfrica, Sudán del Sur, Suazilandia, Tanzania, Uganda, Yibuti, Zambia y Zimbabue. Generalmente se encuentra y es abundante en sabanas y bosques áridos y mésicos, provistos de matorrales abiertos. En los montes orientales de Zimbabue solo está presente hasta los 1400 m s. n. m. y en África oriental hasta los 1500 m s. n. m. En el Kalahari es reemplazado por el alzacola del Kalahari, mientras que en el Cuerno de África se solapa con el alzacola rojizo, que carece de cualquier marca blanca en las alas. Sus hábitat normalmente tienen que tener hierba, que facilita su anidación.

## Comportamiento

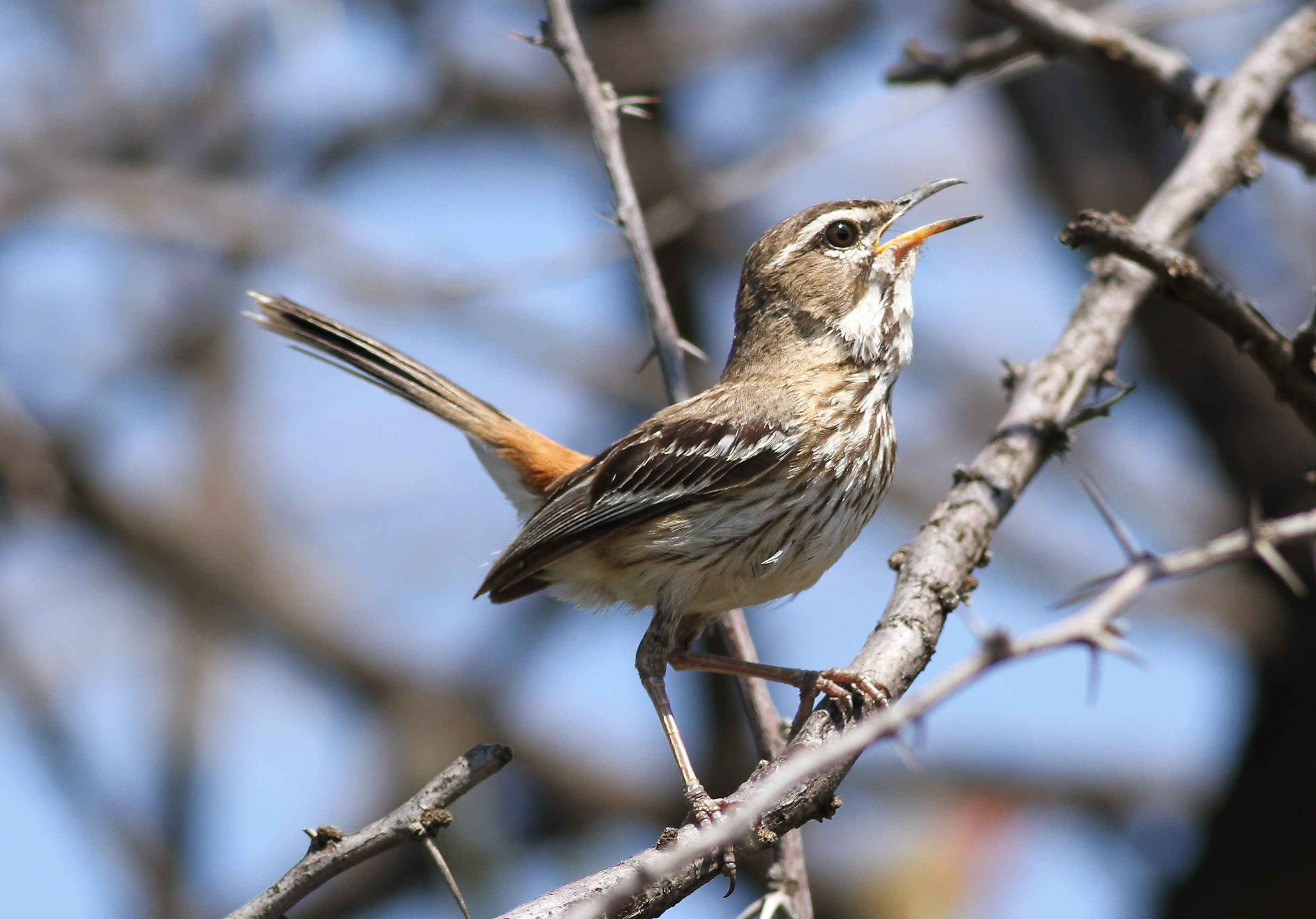
Cantando.

Es un pájaro sedentario salvo las poblaciones del extremo sur. Es una especie muy activa pero tímida, que principalmente se detecta por su canto mientras está oculto entre los arbustos. Se despalaza por e suelo saltando en busca de alimento. Se alimenta de insectos, en especial de termitas y hormigas. Como las demás especies de alzacolas, agita con frecuencia la cola y la despliegan en abanico, mientras suelen dejar las alas caídas. 
Sus llamadas de alarma son unos notas ásperas de tipo  skirr o skii-ip. Su canto alto y variable suele incluir incontables repeticiones a veces idénticas. Los cantos de cada subespecie son diferentes, y los del grupo de «alas blancas» se considera más estridente.

### Reproducción
Forma parejas monógamas que anidan en solitario desde principios hasta mediados del verano. La hembra se encarga de la construcción del nido con hierbas secas, y lo sitúa entre 10 y 20 cm por encima del núcleo de una mata densa de hierba. Suele poner tres huevos que incuba solo la hembra. Los huevos son de color crema con moteado pardo o morado en el extremo más grueso, y miden una media de 20 x 14 mm. Los polluelos son alimentados por los dos miembros de la pareja. Algunos de sus nidos son parasitados por los cucos.